# Orthocis longulus
Orthocis longulus är en skalbaggsart som beskrevs av Dury 1917. Orthocis longulus ingår i släktet Orthocis och familjen trädsvampborrare. Inga underarter finns listade i Catalogue of Life.